# Kraftklub
I Kraftklub sono un gruppo tedesco formato da cinque ragazzi originari di Chemnitz. La loro musica combina rock, indie rock e rap con testi scritti in tedesco. Il loro stile è comunque considerato come un misto di rap e indie rock.

## Storia del gruppo

### 2009-2011: la formazione eAdonis Maximus

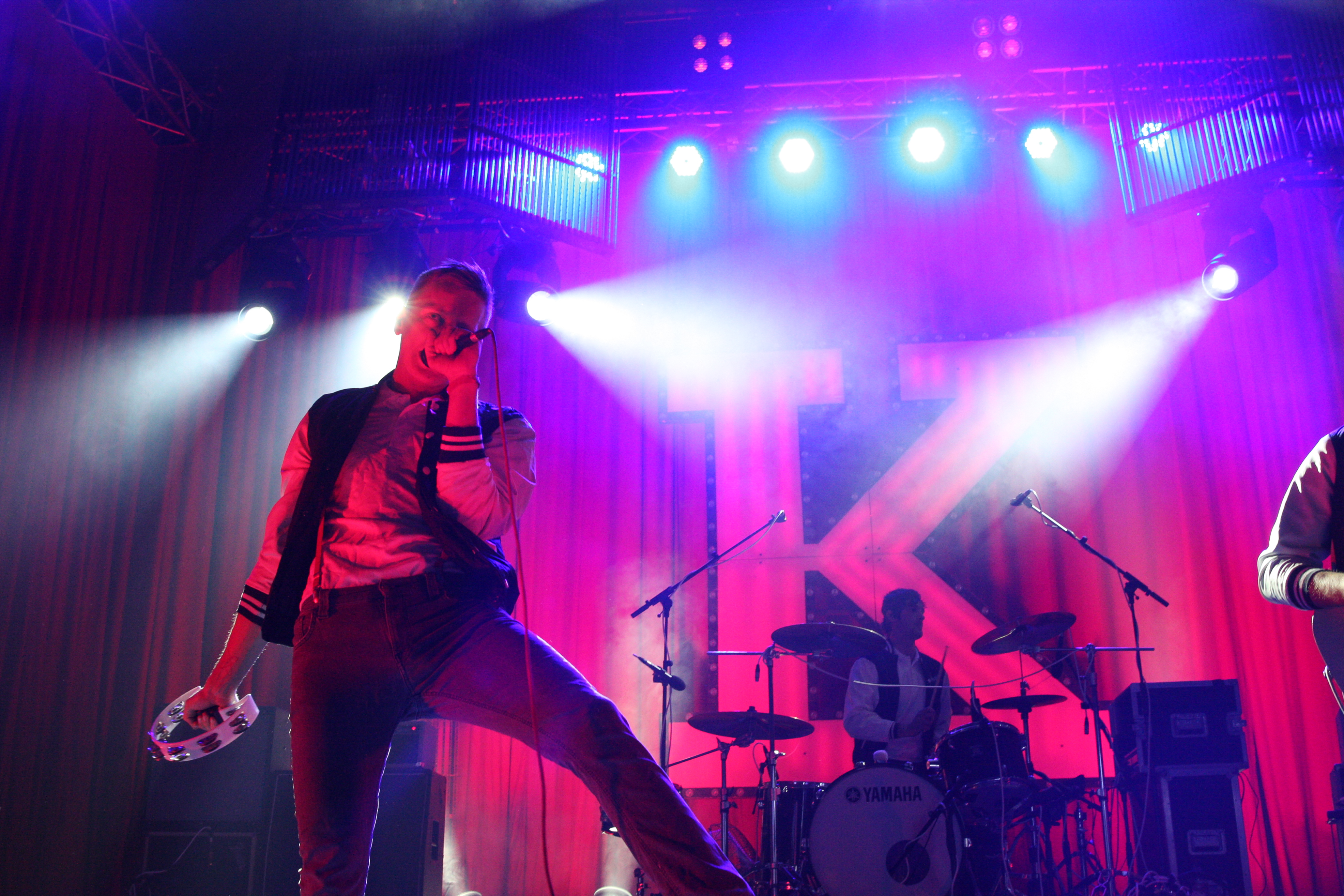
Kraftklub, Melt! Fes-tival 2013

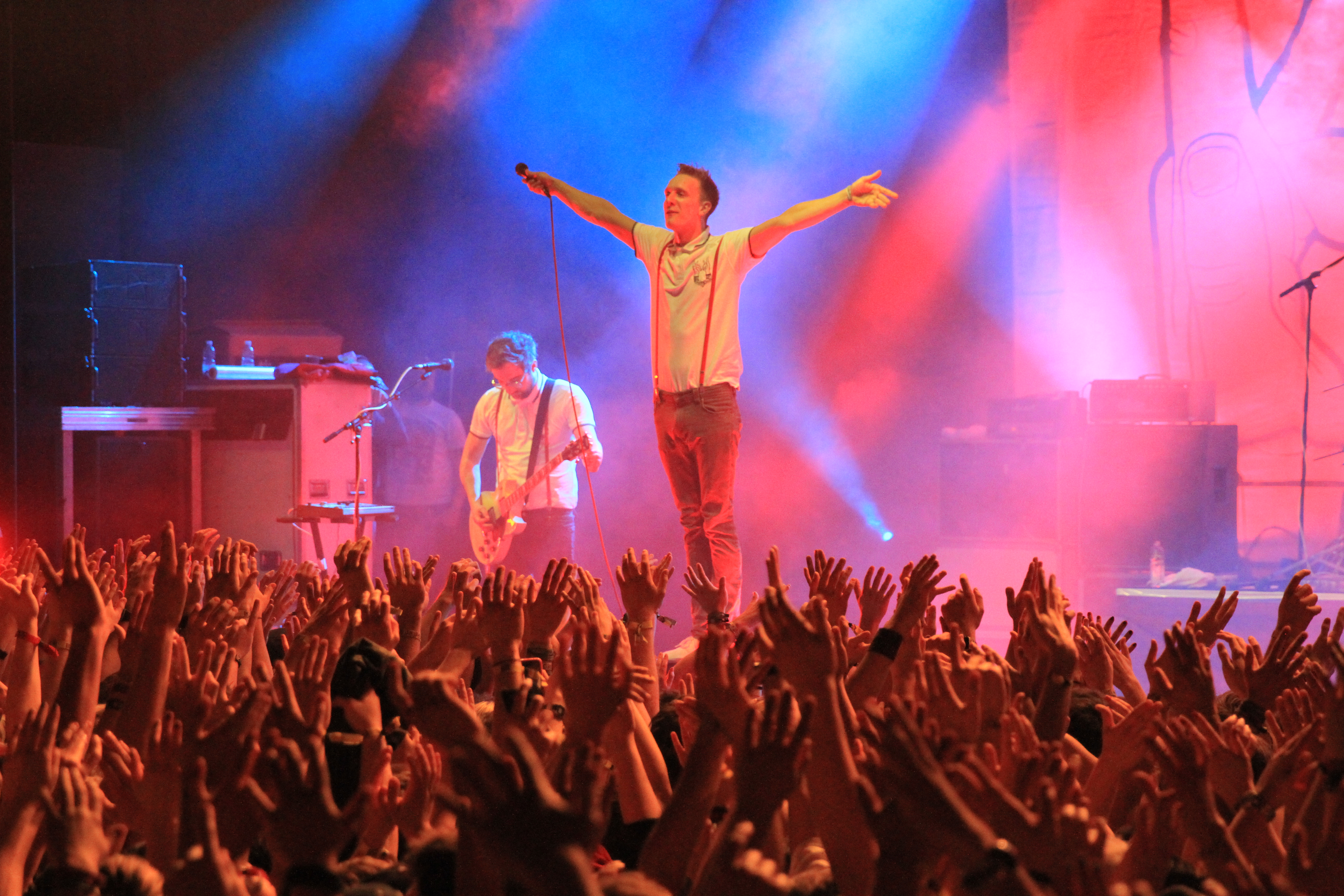
Kraftklub, Openin Festival 2014

I Kraftklub nascono grazie all'annessione da parte di Felix all'ex gruppo creato dal fratello Till con gli altri membri, conosciutosi a scuola. Nel 2009, con l'arrivo di Felix, vengono fondati nell'Atomino (locale per eccellenza di Chemnitz e luogo di ritrovo giovanile notturno) i Kraftklub, che pubblicano il 13 febbraio 2010 il loro primo EP, chiamato Adonis Maximus - disponibile solo in download illegale o in Bootleg - composto da 8 tracce (Intro, Fotos von mir, Zu Jung, Scheißindiedisko, Randale, Liebe, Ich hau rein e Schlagerstars) di cui 3 successivamente reinserite nel primo album Mit K. L'EP si concentra su temi di critica, ironia, autoironia e voglia di affermarsi. I Kraftklub si sono esibiti come apri concerto per band come i Beatsteaks, Fettes Brot e per il rapper Casper. Nell'agosto 2009 esce il loro primo singolo, Zu Jung che li fa conoscere in Sassonia con un testo pungente, ironico e provocatorio nei confronti delle generazioni degli anni '70 e 2000, con numerosi riferimenti a canzoni che hanno fatto la storia di quegli anni. 
Nel settembre 2010 la band ha vinto la ARD station radio of New Music Award: ciò ha attirato l'attenzione di alcune importanti etichette discografiche, tanto che a partire da gennaio 2011 sono stati messi sotto contratto con l'etichetta Universal Domestic Rock / Vertigo Berlino.

### 2011-2014: partecipazione al Bundesvision Song Contest e il primo albumMit K
Nel 2011 la band ha rappresentato il loro Stato federato (la Sassonia) nel Bundesvision Song Contest con la canzone Ich will nicht nach Berlin (traduzione: Io non voglio andare a Berlino - una critica ironica agli hipster, accusati di scegliere come luogo creativo la capitale tedesca, dimenticandosi della Germania dell'Est), arrivando quinta con un totale di 89 punti. Il singolo è stato pubblicato il giorno successivo ed ha raggiunto il numero 45 nella Media Control Charts. Il loro album di debutto chiamato Mit K (perché tanta gente scriveva erroneamente Kraftclub con la "c", così, il frontman Felix, ha voluto ricordare che si scrive con la "k"), dalla copertina bianca con due mani formanti la "K", è stato pubblicato il 20 gennaio 2012 ed è subito arrivato alla posizione numero uno in Germania. Nel mese di aprile 2012 è stato pubblicato il primo singolo del loro album, "Songs für Liam" (Canzoni per Liam), un singolo con chiari riferimenti a Liam Gallagher e Noel Gallagher, debuttando alla posizione numero 40 e raggiungendo presto la posizione numero 14 nella Media Control Charts. Mit K riprende alcune canzoni del precedente EP (Zu Jung, Scheißindiedisko, Liebe) e si compone di 13 tracce incentrate su temi di critica e amore con riferimenti ad altre band (vengono citati i The Hives e i The Cure ad esempio)
Il loro primo concerto al di fuori della patria avvenne il 19 settembre 2012, nel "La Puerta Grande" Bar in Bogotá, con il "Kolumbien mit K" tour promosso dal Goethe Institut - Colombia, che li ha portati a Bogotá, Medellín e Cali, con due concerti, e uno a Cartagena.
Nel 2013 hanno anche supportato i ben più noti Rammstein facendo da apriconcerto alle 2 date berlinesi.

### 2014-2017: il secondo albumIn SchwarzeRandale (Live)
Il 19 settembre 2014, dopo due anni dall'uscita di Mit K, viene pubblicato il loro secondo album In Schwarz, che si presenta con la copertina identica al primo con la differenza che i colori vengono ribaltati. Viene chiamato così perché secondo Felix la band veste meglio la polo nera rispetto a quella bianca. In Schwarz, come dice il titolo, rivela la voglia di ribellarsi e andare contro le regole (il nero di solito è un colore cupo, indicante il contrario, la tristezza, ecc.), tema comune in quasi tutte le 13 (+3 bonus) tracce presenti. Vanta una collaborazione con il rapper Casper nella traccia "Schöner Tag".
Rispetto al primo album, nonostante la tematica sia pressoché identica, possiede toni un po' più lenti come si evince in "Schüsse in die Luft" (Spari nell'aria) e "Zwei Dosen Sprite" (Due lattine di Sprite) o "Weit weg" (lontano), ma non mancano canzoni più vivaci a tema ribellione come "Hand in Hand" (mano nella mano) o "Unsere Fans" (i nostri fan).
Nel 2015 la band sassone ha pubblicato - usando la canzone Funky del gruppo femminile Tic Tac Toe i balletti "Wir sind eins, Funky!" e  "Funky In Schwarz", vere e proprie performance interpretate da Felix e compagni per promuovere il tour "In Schwarz" per tutta la Germania (faranno così anche per il prossimo album con "Funky für niemand"). I Kraftklub hanno inoltre vinto due Echo Awards, con altrettante candidature, l'ultima vittoria risale proprio nel 2015 per il miglior video tedesco in "Unsere Fans".
Per celebrare i 500.000 iscritti hanno pubblicato il singolo "500K" disponibile sul loro canale YouTube e su tutte le piattaforme digitali. Hanno successivamente realizzato l'album Randale (live), pubblicato il 20 novembre 2015 contenente tutte le 22 tracce provenienti da entrambi gli album eseguite dal vivo, con le versioni di Juppe (denominata Juppe für Gehirn) e Songs für Liam interpretate nell'evento 1LIVE KRONE con la partecipazione rispettivamente della band K.I.Z. e Casper.
Nel 2016 la band è stata pressoché inattiva.

### 2017-2019: Keine Nacht für Niemand e KIOX
Dopo aver realizzato l'album Randale, una raccolta di live dei vari concerti, compresi quelli del "Konvoi In Schwarz Tour", il gruppo ha pubblicato, il 2 giugno 2017, il terzo album chiamato Keine Nacht Für Niemand (il nome, a differenza dei primi due, deriva dall'album di un'altra precedente band tedesca, i Ton Steine Scherben, intitolato Keine Macht Für Niemand, creando un gioco di parole). La copertina dell'album presenta uno sfondo completamente rosso con raffigurato un occhio (che è sempre un riferimento all'album di partenza, in quanto erano canzoni a tema guerra, in questo l'occhio simboleggia infatti il potere alludendo al Grande Fratello del romanzo 1984 di George Orwell). La tematica di questo album è sempre la critica in varie sfaccettature. Sul loro canale YouTube ufficiale, la band sassone ha prima anticipato il primo singolo estratto Deine Lied (unica canzone romantica assieme a Fan von dir e Am Ende) e poi successivamente ha pubblicato i videoclip dei singoli Sklave (canzone che critica la vita lavorativa e che si rifà nel ritornello ai Die Ärzte), Chemie Chemie Ya e Am Ende.
Nel 2019 Kummer ha pubblicato a sorpresa un album autobiografico sotto l'etichetta KUMMER & EKLAT TONTRÄGER intitolato KIOX di cui è stato anticipato dal singolo "9010" l'11 giugno 2019. L'album ha coinvolto l'artista in tre anni di scrittura: per Kummer, infatti, l'album è un "progetto del cuore" in cui voleva avere il controllo dall'inizio alla fine. Per tale motivo è stato distribuito in modo insolito: invece di offrirlo ai grossisti, il rapper ha aperto un negozio di dischi per un fine settimana, che si chiama come l'album, affermando: "L'inaugurazione è fissata all'11 ottobre! Tuttavia, il contratto d'affitto del locale è valido solo fino al 13 ottobre, dopo di che KIOX chiuderà". - Felix Kummer
Il nome "KIOX" deriva dall'omonimo negozio di dischi del padre, che ora è chiuso. 

### 2021-2022: l'addio di Kummer come solista e l'arrivo di KARGO
Nel 2021 il frontman Kummer pubblica "Der letzte Song (alles wird gut)" in collaborazione con il cantautore e amico Fred Rabe, abbandonando così la carriera solista dopo l'album KIOX. L'anno successivo, ad aprile, annunciano - attraverso dei post sul loro profilo ufficiale di Instagram in cui si recano a Lipsia a suonare - un tour estivo per l'arrivo del nuovo album, KARGO, previsto per il 23 settembre 2022. Contestualmente, viene pubblicato il primo singolo estratto, "Ein Song reicht", prodotto dalla stessa band in collaborazione con Flo August e i Drunken Masters. Segue "Teil dieser Band", secondo singolo estratto e anch'esso prodotto dalla stessa coppia di produttori. All'uscita dell'album è seguito un un tour, iniziato nel novembre dello stesso anno che ha toccato varie città tedesche e, fuori dalla terra natia, ha fatto tappa anche a Vienna e Zurigo.

### 2023: I concerti all'aperto
Durante il seguente anno, oltre alle consuete performance ai festival, i Kraftklub hanno suonato in varie località all'aperto tra cui due volte a Berlino, Colonia, Wiesbaden e Dresda: proprio in questa località la band sassone ha registrato il suo spettacolo più prolifico e importante, avendo suonato davanti a ben 40.000 spettatori. Nel 2024 non si registra alcuna attività.

### 2025: Sterben in Karl-Marx-Stadt, il quinto album
Durante un concerto in diretta streaming svoltosi nella loro città natia, Chemnitz, il 28 maggio 2025, la band ha annunciato l'arrivo del loro quinto album, intitolato Sterben in Karl-Marx-Stadt (richiamando così le loro origini) e previsto per il 28 novembre. Durante il concerto, per l'appunto, è stato eseguito il primo singolo estratto, pubblicato poi il 5 giugno sulle piattaforme, Schief in jedem Chor, seguito, due mesi dopo, dal secondo, Wenn ich tot bin, fang ich wieder an.

## I KK nella cultura di massa: videogiochi
La canzone Eure Mädchen, pubblicata nel 2012 nel primo album Mit K, è l'unico titolo tedesco che compare nella colonna sonora del gioco FIFA 13, grazie al quale si sono fatti conoscere anche a livello europeo oltre che in madrepatria.
La versione presente nel gioco, tuttavia, ha una durata maggiore (3:05 al posto che 2:50) ed è, come altre canzoni, leggermente diversa da quella pubblicata sul canale ufficiale della band su YouTube. Questo perché, spesso, il videogioco di casa EA Sports modifica le canzoni, probabilmente per adattarle appositamente al videogioco.

## Varie
- I Kraftklub si impegnano a far imparare a leggere e scrivere. Nell'ambito della campagna "iCHANCE", gestita dall'Associazione federale per l'alfabetizzazione e l'educazione di base, i membri della band si esprimono contro l'analfabetismo e incoraggiano gli interessati
- Nel 2013 la band ha dato il via al Kosmonaut Festival presso il lago artificiale di Oberrabenstein a Chemnitz, che già nel primo anno ha registrato il tutto esaurito con 6000 visitatori ed è stato esteso a due giorni per il 2014 con 10.000 visitatori. Nel 2015 il festival si è svolto anche per due giorni.
- Il cantante Felix è figlio di Ina e Jan Kummer, co-fondatori del gruppo all'avanguardia AG. Geige. Il bassista Till è figlio di Jan Kummer e della sua seconda moglie, con la quale ha anche due figlie, Nina e Lotta. Kummer è anche il cognome civile di Felix e Till Brummer.
- Le due sorelle di Felix e Till Brummer - Lotta e Nina Kummer - sono musiciste della band Blond, le quali hanno già partecipato a diversi concerti dei Kraftklub nell'ambito del tour di Keine Nacht für Niemand
- Tutti e cinque i componenti sono nati a Karl-Marx-Stadt, l'odierna Chemnitz.
- Il 1º febbraio 2013, il cantante Heino (cantante) ha pubblicato una versione cover di "Songs for Liam" come titolo bonus esclusivo nell'album "Cordiali saluti", nella versione scaricabile dell'album da iTunes.
- Il 30 settembre 2013 è stato proiettato per la prima volta un video musicale dal titolo "Vague as a Mirage" della rock band "Stoner Iguana" di Chemnitz, in cui la musica dei Kraftklub e del bassista Till Brummer hanno un ruolo di primo piano.
- La prima linea del coro di Songs für Liam è un'allusione al mutato rapporto tra i fratelli Noel Gallagher e Liam Gallagher della band Oasis, scioltasi dal 2009.
- Il titolo della canzone "Juppe" discende dello spettacolo di cabaret politico "Die Anstalt". Inoltre, sono stati ospiti il 9 dicembre 2014 venendo inclusi nel programma. Alla fine dello spettacolo è stata suonata "Schüsse in die Luft".
- Felix Brummer e Steffen Israel intrattengono in un programma radiofonico congiunto sotto il titolo "Radio mit K", che viene trasmesso su 1 Live diggi, MDR Sputnik e Radio Fritz.

## Formazione

### Formazione attuale
- Felix Brummer - voce
- Karl Schumann - chitarra, seconda voce
- Till Brummer - basso
- Steffen Israel - chitarra, tastiere
- Maximilian Marschk - batteria

## Discografia

### Album in studio
- 2012 - Mit K
- 2014 - In Schwarz
- 2017 - Keine Nacht Fur Niemand
- 2022 - KARGO
- 2025 - Sterben in Karl-Marx-Stadt

### Album dal vivo
- 2015 - Randale (live)

### EP
- 2010 - Adonis Maximus
- 2012 - Live im Astra Berlin
- 2012 - Songs für Liam

### Collaborazioni
- 2012 - Alles dreht sich (con Der Konig Tanzt, Dendemann e Casper)
- 2011 - Ich will nicht nach Berlin (Versione Soundclash con K.I.Z.)
- 2012 - Ganz schon okay (con Casper)
- 2012 - Songs für Liam (versione con Casper)
- 2013 - IT Boys (con MC Fitti)

### Singoli
- 2010 - Schlagerstars, Liebe, Ich hau rein, Fotos von mir
- 2009 - Zu jung
- 2011 - Ich will nicht nach Berlin
- 2011 - Eure Madchen
- 2012 - Wieder Winter
- 2012 - Songs für Liam
- 2012 - Kein Liebeslied
- 2012 - Mein Leben
- 2012 - Karl-Marx-Stadt
- 2012 - Melancholie
- 2014 - Deine Gang
- 2014 - Blau
- 2014 - Wie Ich
- 2014 - Zwei Dosen Sprite
- 2014 - Schusse in die Luft
- 2014 - Gestern Nacht, Irgendeine Nummer, Weit Weg (bonus tracks)
- 2014 - Mein Rad
- 2014 - Alles wegen dir
- 2015 - Wir sind eins, Funky! e Funky In Schwarz
- 2015 - 500K
- 2017 - Funky Für Niemand
- 2017 - Sklave, Chemie Chemie Ya, Am Ende
- 2017 - Dein Lied
- 2022 - Ein Song Reicht
- 2022 - Teil dieser Band
- 2025 - Schief in jedem Chor
- 2025 - Wenn ich tot bin, fang ich wieder an